# Teszowo
Teszowo (bułg. Тешово) – wieś w Bułgarii, w obwodzie Błagojewgrad, w gminie Chadżidimowo. Według danych szacunkowych Ujednoliconego Systemu Ewidencji Ludności oraz Usług Administracyjnych dla Ludności, 15 czerwca 2020 roku miejscowość liczyła 140 mieszkańców.

## Historia
W Teszowie znajduje się zachowana średniowieczna kamienna wieża, pełniąca funkcję strażniczą, która została uznana za zabytek kultury.

## Osoby związane z miejscowością

### Urodzeni
- Bogomił Janew (1864–1903) – bułgarski oficer
- Wangeł Janow (?–1891) – bułgarski hajduk
- Nikoła Meczew (1869–1938) – bułgarski hajduk
- Iwan Popnikołow (1853–1912) – bułgarski rewolucjonista
- Atanas Teszowski (1866–1905) – bułgarski rewolucjonista